# Quo vadis ? (roman)
Pour les articles homonymes, voir Quo vadis.
Quo vadis ? (titre original : Quo vadis. Powieść z czasów Nerona, littéralement : Quo vadis : une histoire du temps de Néron) est un roman historique de l'écrivain polonais Henryk Sienkiewicz, publié d'abord sous la forme de feuilleton dans la revue Gazeta Polska à partir de mars 1895, puis sous la forme de roman en 1896.
En France, il est traduit pour la première fois en 1900 sous le titre : Quo vadis : roman des temps néroniens.
Très grand succès de librairie, Quo vadis a été traduit dans plus de cinquante langues et a été plusieurs fois adapté au cinéma.

## Résumé
Quo vadis ? (qui signifie en latin « Où vas-tu ? ») raconte l'histoire des amours d'un patricien romain, Marcus Vinicius, et d'une jeune fille chrétienne, Callina, surnommée Lygie, fille du roi des Lygiens mort au combat, au Ier siècle, sur fond de persécutions subies par les chrétiens sous Néron. 
Vinicius est le neveu de Pétrone,  un esthète nonchalant et manipulateur qui veut favoriser ses amours avec Lygie mais, imprudemment, attire l'attention de Néron sur la beauté de celle-ci. Au cours de divers rebondissements, Lygie est arrachée à ses parents adoptifs (Aulus  Plautius et Pomponia Graecina,) et placée à la cour impériale. Enlevée par son serviteur Ursus, Vinicius cherche à la retrouver à tout prix dans Rome, s'adjoignant les services d'un certain Chilon Chilonidès.  
Le roman décrit en même temps la vie cachée des premières communautés chrétiennes de Rome, par exemple leur signe de reconnaissance avec un poisson, leur rencontre à l'Ostrianum, mais aussi l'apostolat de Pierre, chef de la petite communauté chrétienne et celui de Paul de Tarse. 
Néron est décrit comme un jeune homme tiraillé par ses passions, amateur d'orgies et déjà sur la pente du crime (matricide d'Agrippine). Pétrone, voulant flatter les goûts poétiques de Néron, lui suggère involontairement l'idée de faire allumer l'incendie de Rome. 
En recherche de démesure et de boucs émissaires, poussé par Tigellien, Néron fait aller accuser les chrétiens de ce crime et ordonne leur persécution, en les livrant aux bêtes, en crucifiant d'autres puis en les faisant brûler sur des mats enduits de résine. 
Lygie, jetée dans l'arène pour les jeux du cirque et attachée à un auroch, est sauvée par son serviteur, le colossal Ursus, et graciée par l'empereur. Vinicius, qui s'est converti au christianisme et s'est fait baptiser, y voit un miracle en réponse à ses prières, il épouse alors Lygie,.
L'apôtre Pierre veut s'enfuir de Rome mais à la sortie de la ville, suivant une tradition chrétienne reprise par l'auteur, y rencontre le Christ qui lui demande de retourner à Rome pour y subir le martyre : « Quo vadis, Domine ? » (« Où vas-tu, Seigneur ? »).
Le récit s'achève sur la mort de Pétrone, puis celle de Néron. 

## Sources
Les sources littéraires du roman viennent en partie de l'écrit déclaré apocryphe par l'Église les Actes de Pierre, bien que l'auteur ait plus probablement utilisé les récits des guides romains que les actes de Pierre directement.
L'érudition classique non négligeable de  Sienkiewicz lui fait peindre Néron en « monstre », à la fois terrifiant et fascinant, à partir des récits de Suétone et Tacite réinterprétés par la tradition chrétienne qui voit en Néron le premier persécuteur du christianisme et la Bête de l'Apocalypse.
Peu après la publication de la traduction française, Sienkiewicz dut se défendre, par un article publié dans le Figaro, d'avoir plagié des romans français, et notamment Les Martyrs de Chateaubriand, Acté de Dumas père et L’Antéchrist de Renan. Il affirma n'avoir pas lu les deux premiers et s'être servi du troisième, comme de bien d'autres romans européens, mais surtout de sources latines. Il estimait que cela était « son droit, comme celui de tout romancier. »

## Analyse
Sienkiewicz transpose en fait l'oppression russe sur la Pologne alors partagée entre la Prusse, la Russie et l'Autriche, le tsar voulant convertir les catholiques uniates à l'orthodoxie étant représenté par Néron. Lors de ses séjours en Italie, l'auteur participait à des réunions avec des résistants polonais à Rome dans une chapelle sur la via Appia, lieu où a été prononcé  selon la tradition chrétienne « Quo vadis… ? »
Le nom de Lygie vient des Lugiens ou Lygiens, peuple antique souvent considéré au XIXe siècle comme étant à l'origine des Polonais.

## Réception
En France, Quo vadis ? est apprécié du grand public et fait de Sienkiewicz l'auteur polonais le plus lu en France, mais mal accueilli par le milieu intellectuel : le critique Ferdinand Brunetière l'accuse, à tort, de plagiat, l'écrivain catholique Léon Bloy lui reproche de donner une image caricaturale du christianisme ; Léon Daudet y voit une machination juive, du fait que son éditeur français, Thadée Natanson, est juif. Au contraire, Anatole France et d'autres anticléricaux lui reprochent son excès de catholicisme.
En 1904, l'abbé Célestin Albin de Cigala propose une suite au roman d'Henryk Sienkiewicz intitulé Urbi et Orbi, roman des temps postnéroniens, qui reprend les mêmes personnages — excepté Néron et Pétrone qui sont morts — et les mêmes thèmes dramatiques.
Plus reconnu dans le reste de l'Europe, le roman vaudra à Sienkiewicz de recevoir le prix Nobel de littérature en 1905.
Diffusé dans des collections pour la jeunesse, son potentiel de violence et d'érotisme laisse une profonde impression à de futurs écrivains comme Henry de Montherlant qui dit y avoir découvert « le vrai Pétrone, plus vivant et plus riche que celui de Tacite ».

## Galerie

Illustrations de Quo vadis ?
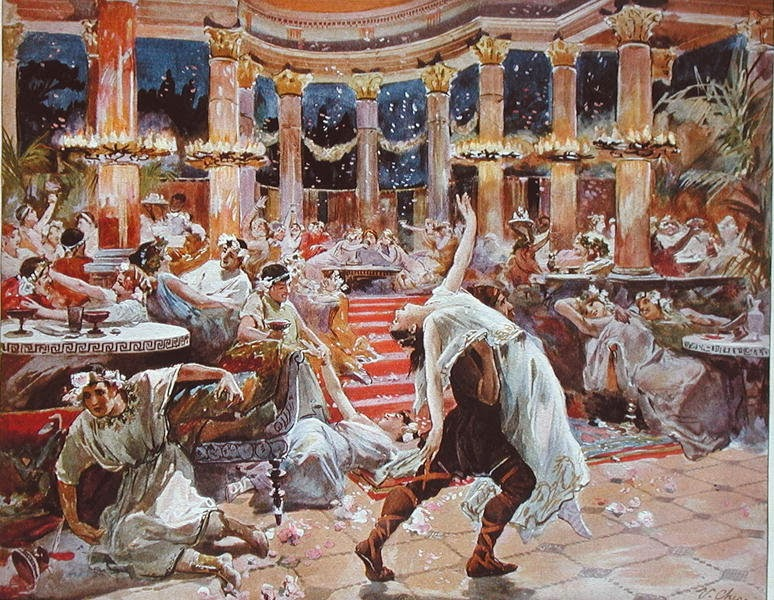
Festin au palais de Néron, par Ulpiano Checa y Sanz.
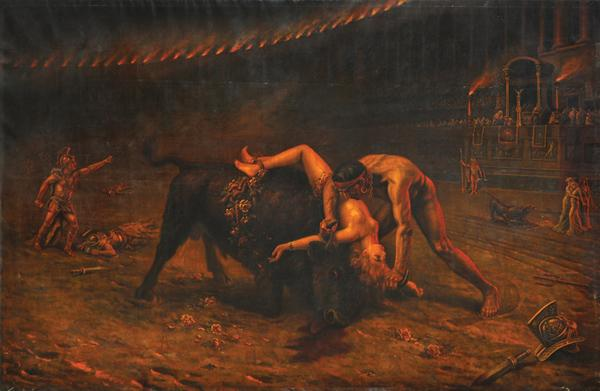
Ursus sauvant Lygie pendant les jeux du cirque, par A. D. M. Cooper.
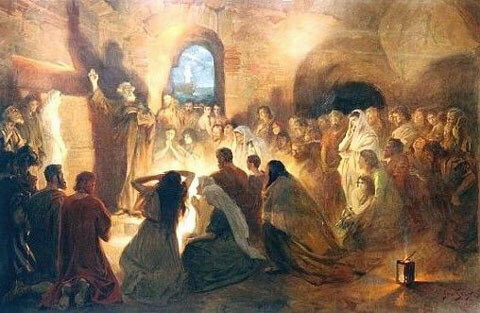
L'apôtre Pierre prêchant aux chrétiens dans les catacombes, par Jan Styka.

## Adaptations
Ce roman historique a fait l'objet de nombreuses adaptations au théâtre et au cinéma :

### Cinéma / Télévision
- 1901 : Quo vadis ?, film muet français de Lucien Nonguet et Ferdinand Zecca ;
- 1910 : Au temps des premiers chrétiens, film muet français d'André Calmettes, aujourd'hui perdu ;
- 1912 : Quo vadis ?, film muet italien de Enrico Guazzoni ;
- 1924 : Quo vadis ?, film muet italien de Gabriele D'Annunzio et Georg Jacoby ;
- 1951 : Quo vadis, film américain en couleur de Mervyn LeRoy avec Robert Taylor et Deborah Kerr ;
- 1985 : Quo vadis ?, série télévisée italienne de Franco Rossi ;
- 2001 : Quo vadis ?, film polonais de Jerzy Kawalerowicz.

### Théâtre / Musique
- 1901 : Quo vadis ?, drame en cinq actes et dix tableaux d'Émile Moreau, créé  le 17 mars 1901 au théâtre de la Porte-Saint-Martin[9] ;
- 1909 : Quo vadis ?, opéra en cinq actes et six tableaux d'Henri Cain, musique de Jean Nouguès, créé le 26 novembre 1909 au théâtre de la Gaîté-Lyrique[10]. La première de l'opéra aux États-Unis a été donnée en 1911 au Metropolitan Opera de New York[11].

### Bande dessinée
Henryk Sienkiewicz, Patrice Buendia et Cafu, Quo Vadis ?, Levallois-Perret, Glénat, coll. « Le Monde présente - Les grands classiques de la littérature en bande dessinée », 2017, 55 p. (ISBN 978-2-35710-531-7)

## Traductions françaises
- Bronisław Kozakiewicz et J. L. de Janasz, La Revue blanche, 1901.
- C. de Baulny-Rother, Einsiedeln, Benziger, 1901, éd. illustrée, contenant 17 gravures originales, 3 vues, 2 cartes et 2 plans.
- Halpérine-Kaminsky, traduction nouvelle et complète illustrée par Jan Styka, et gravures de Georges Lemoine, Paris, E. Flammarion, 1901-1904.
- Édition illustrée de 570 aquarelles par William Julian-Damazy, Paris, Édition du Jubilé, 1903.
- P.-A. de Roncey, nouvelle traduction complète d’après l’original, illustrations de Tofani Paris, Garnier frères, 1904.
- Roger Des Varennes, Paris ; New York, Nelson, 1914[12].
- Maria Cieszewska, nouvelle traduction, Paris, Libretto, 2016.